# Linux Standard Base

Linux Standard Base

Il Linux Standard Base (LSB) è un progetto mantenuto da Linux Foundation per standardizzare la struttura interna e le caratteristiche dei sistemi operativi utilizzanti il kernel Linux.

## Storia
La Linux Standard Base fu costituita nel 2001 da Linux Foundation ed è da allora uno standard de facto.
L'ultima versione dello standard è stata emanata nel 2011, arrivando così alla versione 4.1. Uno dei cambiamenti principali è la rimozione di componenti Java.

## Obiettivi
L'obiettivo di LSB è quello di sviluppare e promuovere un insieme di standard che possano incrementare la compatibilità tra le diverse distribuzioni GNU/Linux e permettere alle applicazioni di essere eseguite su tutti i sistemi tra loro compatibili. Inoltre LSB aiuta a coordinare gli sforzi per convincere i grandi produttori di software a realizzare prodotti per Linux.

## Caratteristiche
Il Linux Standard Base è registrato come standard ufficiale ISO/IEC 23360. Esso è basato su POSIX, sulla Single UNIX Specification e su diversi standard aperti, che vengono però estesi in alcune parti.
LSB regolamenta lo standard per le librerie software, un gran numero di comandi (che estendono lo standard POSIX), la gerarchia del file system, i contenuti dei runlevel e diversi elementi dell'X Window System.
La compatibilità con LSB di un dato prodotto può essere certificata attraverso una particolare procedura: tale certificazione viene rilasciata da The Open Group in collaborazione con il Free Standards Group.